# Senapati
Senapati è un villaggio dell'India di 1 331 abitanti, capoluogo del distretto di Senapati, nello stato federato del Manipur. 

## Geografia fisica
La città è situata a 25° 25' 27 N e 93° 55' 13 E

## Società

### Evoluzione demografica
Al censimento del 2001 la popolazione di Senapati assommava a 1 331 persone, distribuite in 196 abitazioni.